# Левчай
Левчай (азерб. Levçay) — река в Кельбаджарском районе Азербайджана, в горах Малого Кавказа, левый приток реки Тертер.
Берёт начало с южного склона Гиналдага, на высоте 3250 метров.
Протяжённость реки составляет 37 км. Площадь водосборного бассейна — 367 км². Питается в основном снеговыми и подземными водами. Используется для орошения.
На реке на территории с. Камышлы расположена малая ГЭС Кельбаджар-1 мощностью 4,4 МВт.

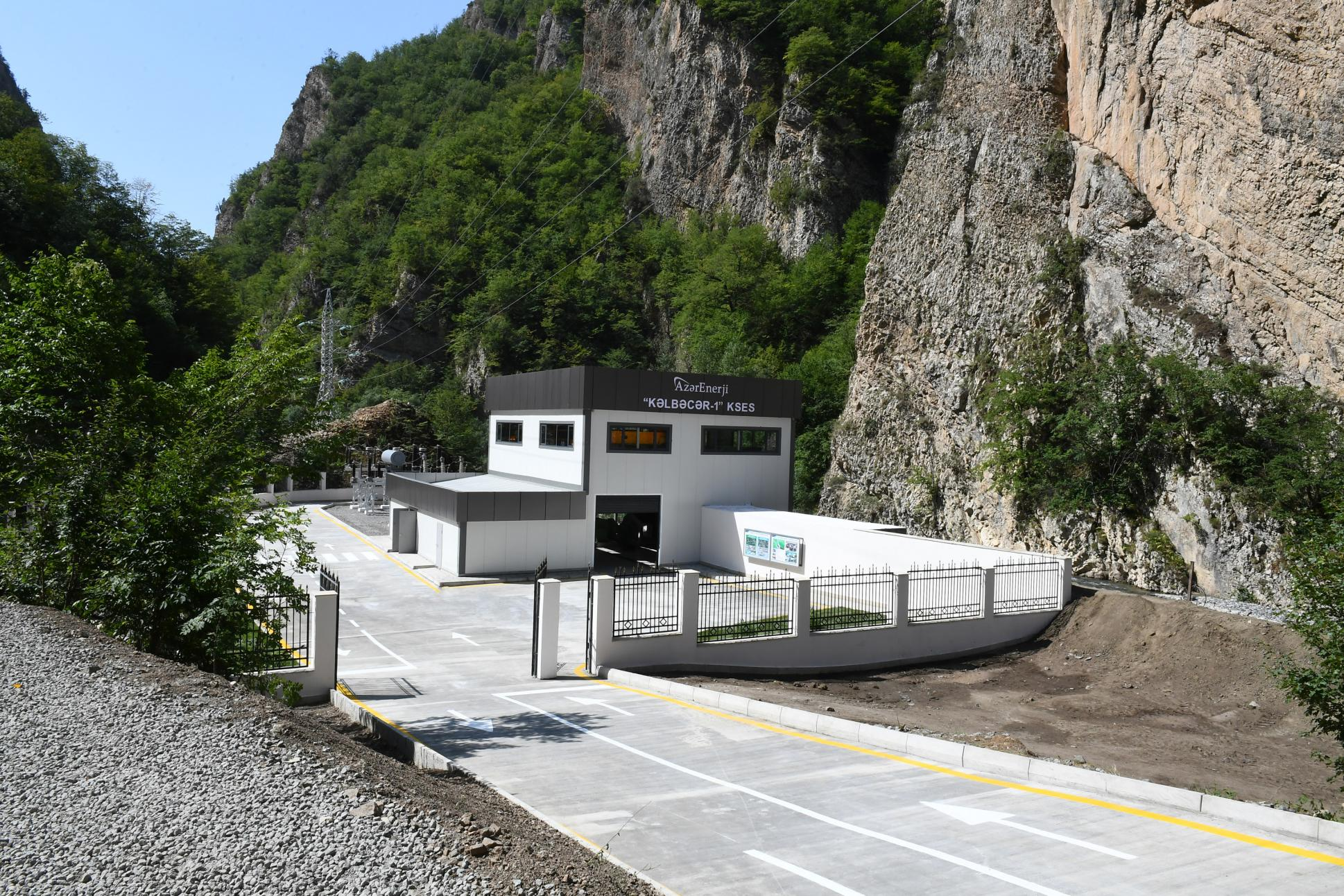
Малая ГЭС Кельбаджар 1 16 августа 2021